# Club Sportiv de Volei Alba-Blaj 2012-2013
Questa voce raccoglie le informazioni riguardanti il Club Sportiv de Volei Alba-Blaj nelle competizioni ufficiali della stagione 2012-2013.

## Organigramma societario
Area direttiva
- Presidente: Sergiu Ştefănescu

Area tecnica
- Allenatore: Marius Macarie

## Rosa
| N° | Nome                 | Ruolo | Data di nascita | Nazionalità sportiva |
| -- | -------------------- | ----- | --------------- | -------------------- |
| 1  | Melinda Dobeş        | C     | 25 giugno 1988  | Romania              |
| 2  | Bojana Stojković     | S     | 29 aprile 1985  | Serbia               |
| 3  | Adriana Dumitru      | S     | 27 luglio 1977  | Romania              |
| 6  | Andreea Niţulescu    | P     | 10 aprile 1987  | Romania              |
| 7  | Laura Mastahac       | L     | 2 giugno 1988   | Romania              |
| 9  | Marija Sandić        | C     | 9 maggio 1983   | Montenegro           |
| 11 | Alexandra Ciontoş    | S     | 14 gennaio 1987 | Romania              |
| 12 | Roxana Lupu          | C     | 4 aprile 1983   | Romania              |
| 13 | Elena Rusu           | C     | 19 marzo 1983   | Romania              |
| 14 | Alexandra Kapelovies | P     | 12 ottobre 1989 | Romania              |
| 15 | Irina Alexandru      | S     | 2 maggio 1986   | Romania              |